# Vaccinium crassiflorum
Vaccinium crassiflorum är en ljungväxtart som beskrevs av J. J.Smith. Vaccinium crassiflorum ingår i Blåbärssläktet, och familjen ljungväxter. Inga underarter finns listade i Catalogue of Life.